# Boullarre
Boullarre és un municipi francès, situat al departament de l'Oise i a la regió dels Alts de França. L'any 2007 tenia 227 habitants.

## Demografia

### Població
El 2007 la població de fet de Boullarre era de 227 persones. Hi havia 76 famílies de les quals 20 eren unipersonals (12 homes vivint sols i 8 dones vivint soles), 16 parelles sense fills, 36 parelles amb fills i 4 famílies monoparentals amb fills.
La població ha evolucionat segons el següent gràfic:
Habitants censats

### Habitatges
El 2007 hi havia 85 habitatges, 79 eren l'habitatge principal de la família, 1 era una segona residència i 5 estaven desocupats. 83 eren cases i 2 eren apartaments. Dels 79 habitatges principals, 68 estaven ocupats pels seus propietaris, 10 estaven llogats i ocupats pels llogaters i 1 estava cedit a títol gratuït; 1 tenia dues cambres, 16 en tenien tres, 19 en tenien quatre i 43 en tenien cinc o més. 64 habitatges disposaven pel capbaix d'una plaça de pàrquing. A 26 habitatges hi havia un automòbil i a 47 n'hi havia dos o més.

### Piràmide de població
La piràmide de població per edats i sexe el 2009 era:
| Homes | Edats   | Dones |
| ----- | ------- | ----- |
| 0     | 95 o +  | 0     |
| 0     | 90 a 94 | 0     |
| 0     | 85 a 89 | 0     |
| 4     | 80 a 84 | 0     |
| 0     | 75 a 79 | 4     |
| 0     | 70 a 74 | 0     |
| 4     | 65 a 69 | 8     |
| 0     | 60 a 64 | 0     |
| 8     | 55 a 59 | 0     |
| 8     | 50 a 54 | 8     |
| 4     | 45 a 49 | 16    |
| 16    | 40 a 44 | 12    |
| 4     | 35 a 39 | 8     |
| 4     | 30 a 34 | 12    |
| 8     | 25 a 29 | 4     |
| 4     | 20 a 24 | 8     |
| 4     | 15 a 19 | 16    |
| 20    | 10 a 14 | 12    |
| 4     | 5 a 9   | 12    |
| 0     | 0 a 4   | 4     |

## Economia
El 2007 la població en edat de treballar era de 162 persones, 124 eren actives i 38 eren inactives. De les 124 persones actives 110 estaven ocupades (60 homes i 50 dones) i 14 estaven aturades (9 homes i 5 dones). De les 38 persones inactives 9 estaven jubilades, 16 estaven estudiant i 13 estaven classificades com a «altres inactius».

### Ingressos
El 2009 a Boullarre hi havia 79 unitats fiscals que integraven 222 persones, la mediana anual d'ingressos fiscals per persona era de 20.601,5 €.

### Activitats econòmiques
Dels 8 establiments que hi havia el 2007, 1 era d'una empresa extractiva, 3 d'empreses de construcció, 2 d'empreses d'informació i comunicació i 2 d'empreses de serveis.
Dels 3 establiments de servei als particulars que hi havia el 2009, 1 era un paleta i 2 electricistes.

## Equipaments sanitaris i escolars
El 2009 hi havia una escola elemental integrada dins d'un grup escolar amb les comunes properes formant una escola dispersa.

## Poblacions més properes
El següent diagrama mostra les poblacions més properes.